# Ahdnama von Milodraž

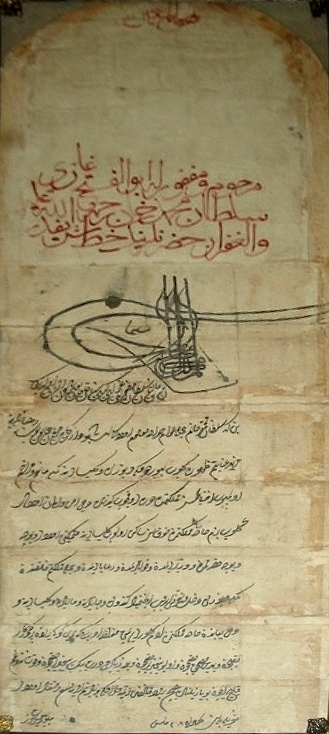
Eine Abschrift im Franziskanerkloster in Fojnica

Die Ahdnama (türkisch ahdname: politische Bürgschaft, Garantie, Urkunde; aus dem Arabischen ‘ahd: Sicherheit + persisch nāme: Buch, Dokument) war eine Urkunde, mit der Mehmed II. im Zuge der Besetzung Bosniens den bosnischen Franziskanern die Rechte der freien Religionsausübung einräumte. 
Gemäß der Tradition wurde sie dem Franziskaner Anđeo Zvizdović auf dem Feld Milodraž in den Jahren 1463 oder 1464 ausgestellt. Die Franziskaner erkannten damit den Sultan als ihren Herrscher an und ihnen wurde im Gegenzug Religions- und Wirkungsfreiheit gewährt. Mit der Form, dem Inhalt und dem persönlichen Eid hatte die Ahdname die Kraft eines internationalen Vertrags. Sie wurde in Abschriften aufbewahrt, den Text veröffentlichte H. Šabanović 1949. Höchstwahrscheinlich bestand auch eine Ahdnama für die Franziskaner aus Srebrenica (srebreničkim franjevcima) aus 1462. 

## Quelle
- http://www.enciklopedija.hr/Natuknica.aspx?ID=924

Archivierung:
- https://web.archive.org/web/20170910031827/http://www.enciklopedija.hr/Natuknica.aspx?ID=924